# العلاقات الصربية الموريشيوسية
العلاقات الصربية الموريشيوسية هي العلاقات الثنائية التي تجمع بين صربيا وموريشيوس.

## مقارنة بين البلدين
هذه مقارنة عامة ومرجعية للدولتين:
| وجه المقارنة                                              | صربيا                                                      | موريشيوس                 |
| --------------------------------------------------------- | ---------------------------------------------------------- | ------------------------ |
| المساحة (كم2)                                             | 88.36 ألف                                                  | 2.04 ألف                 |
| عدد السكان (نسمة)                                         | 7.02 مليون                                                 | 1.26 مليون               |
| الكثافة السكانية (ن./كم²)                                 | 79.45                                                      | 617.65                   |
| العاصمة                                                   | بلغراد                                                     | بورت لويس                |
| اللغة الرسمية                                             | اللغة الصربية                                              | لغة إنجليزية، لغة فرنسية |
| العملة                                                    | دينار صربي                                                 | روبي موريشي              |
| الناتج المحلي الإجمالي (بليون دولار)                      | 41.43 مليار                                                | 13.34 مليار              |
| الناتج المحلي الإجمالي (تعادل القوة الشرائية) بليون دولار | 100.13 مليار                                               | 25.36 مليار              |
| الناتج المحلي الإجمالي الاسمي للفرد دولار أمريكي          | 5.24 ألف                                                   | 9.25 ألف                 |
| الناتج المحلي الإجمالي للفرد دولار أمريكي                 | 13.59 ألف                                                  | 18.59 ألف                |
| مؤشر التنمية البشرية                                      | 0.771                                                      | 0.777                    |
| رمز المكالمات الدولي                                      | +381                                                       | +230                     |
| رمز الإنترنت                                              | .rs، .срб ‏                                                 | .mu                      |
| المنطقة الزمنية                                           | توقيت وسط أوروبا، ت ع م+01:00، ت ع م+02:00، أوروبا/بلغراد ‏ | ت ع م+04:00              |

## منظمات دولية مشتركة
يشترك البلدان في عضوية مجموعة من المنظمات الدولية، منها:
| علم المنظمة | اسم المنظمة                               | تاريخ انضمام صربيا | تاريخ انضمام موريشيوس |
| ----------- | ----------------------------------------- | ------------------ | --------------------- |
|             | مؤسسة التنمية الدولية                     | 25 فبراير 1993     | 23 سبتمبر 1968        |
|             | يونسكو                                    | 20 ديسمبر 2000     | 25 أكتوبر 1968        |
|             | وكالة ضمان الاستثمار متعدد الأطراف        | 19 مارس 1993       | 28 ديسمبر 1990        |
|             | الأمم المتحدة                             | 1 نوفمبر 2000      | 24 أبريل 1968         |
|             | الفريق المعني برصد الأرض                  | ?                  | ?                     |
|             | الاتحاد البريدي العالمي                   | ?                  | ?                     |
|             | البنك الدولي للإنشاء والتعمير             | 25 فبراير 1993     | 23 سبتمبر 1968        |
|             | المنظمة الهيدروغرافية الدولية             | ?                  | ?                     |
|             | الاتحاد الدولي للاتصالات                  | 1 يونيو 2001       | 30 أغسطس 1969         |
|             | منظمة حظر الأسلحة الكيميائية              | ?                  | ?                     |
|             | مؤسسة التمويل الدولية                     | 25 فبراير 1993     | 23 سبتمبر 1968        |
|             | المركز الدولي لتسوية المنازعات الاستشارية | 8 يونيو 2007       | 2 يوليو 1969          |
|             | منظمة الشرطة الجنائية الدولية             | ?                  | ?                     |

## وصلات خارجية
- موقع وزارة الخارجية الصربية